# GamesTribune
Games Tribune Magazine (normalmente abreviado como GTM) es una revista mensual sobre videojuegos disponible en formato físico y digital publicada por GTM Ediciones C.B. La revista funciona bajo un sistema de suscripción, sin publicidad y lleva publicados 100 números desde enero de 2016, cuando comenzaron una nueva etapa desvinculada de las anteriores y con un equipo completamente renovado.
Además de los números mensuales, la editorial madrileña publica especiales monográficos Archivado el 4 de agosto de 2020 en Wayback Machine. dedicados a diferentes sagas y juegos (15 publicados actualmente) y acompaña cada publicación con láminas ilustradas por sus artistas y un marcapáginas dedicado a una personalidad destacada de la industria del videojuego. 

## Cronología
Después de una etapa como portal web de actualidad sobre el videojuego, Games Tribune Magazine decidió dedicar todo su esfuerzo a sacar una revista mensual en formato físico con contenidos alejados del consumo rápido de Internet. En enero de 2016, cuando todavía funcionaba el portal en línea, GTM saca el primer número en físico de su nueva revista: 30 páginas grapadas que contenían reportajes y opiniones elaboradas por sus redactores y colaboradores. A lo largo de ese mismo año, la revista da el salto de las 30 a las 60 páginas en su cuarto número y de las 60 a las 80 en el quinto, lo que mostraba un crecimiento pronunciado en apenas unos meses. Antes de que acabase 2016, la dirección de GTM decidió clausurar la página web y dedicarse completamente a la producción de la revista impresa.
En este año inicial en el que se decidieron a sacar y mantener GTM como revista impresa, se lanzó también el primero de los proyectos paralelos de la empresa: los GTM², monográficos dedicados a una saga o juego concreto cuyas principales características son su formato cuadrado, sus ilustraciones de mano de un equipo de artistas y que se incluyen en las suscripciones superiores de la revista. El primero de ellos fue el publicado en noviembre de 2016 y su protagonista fue The Legend of Zelda, la popular saga de Nintendo. Tras él se han publicado nueve tomos más (de Pokémon, Castlevania o The Last of Us, entre otros) y un GTM² DX sobre Resident Evil de más de 100 páginas.
Tras su año #0 en el que ya incluían la posibilidad de elección de portada (entre dos diferentes) y una lámina ilustrada como parte de los incentivos para las suscripciones Gold (aquella más competitiva en cuando a calidad-precio), GTM decidió incorporar una mejora en su oferta: una portada ilustrada. Se trata de la Golden Line, una portada que siempre está elaborada por un artista y que forma parte de las que se pueden elegir todos los meses como parte de la suscripción. La primera de todas ellas se lanzó en enero de 2017 y estuvo dedicada a Resident Evil VII.
La llegada de 2017 marcó un nuevo rumbo para GTM, ya que la revista se reinventó de nuevo para adquirir el formato que muestra actualmente: una revista en tamaño similar al B5 y con 132 páginas sin publicidad. Este cambio se produjo en el número 20 (correspondiente a julio de 2017), en el que Sonic Mania protagonizaba su portada oficial. Desde ese momento, las revistas han mantenido este formato y a los contenidos anteriores se han ido añadiendo entrevistas, reseñas de diferentes obras literarias e incluso perfiles que dan a conocer a diferentes miembros de la industria.
En 2018 llegó otro cambio importante para GTM, ya que la empresa se convertía en editorial (GTM Ediciones C.B.) para poder afrontar otros muchos proyectos más allá de la publicación de la revista mensual. Este primer gran paso se dio en 2019, cuando desde GTM Ediciones C.B. se puso en marcha un Kickstarter para financiar la publicación de GTM DX Final Fantasy: Cristales y Guerreros de La Luz, un libro de más de 300 páginas completamente ilustrado que recorre la serie de Square Enix tomando como protagonistas características destacadas de cada entrega como el Tiempo, la Magia o la Juventud y la Familia. Se consiguió duplicar el objetivo inicial y se lanzó con una baraja del Tarot con los protagonistas de Final Fantasy como los arcanos de cada naipe.
En el último año se han embarcado en una nueva vía de negocio: los libros de arte. GTM Ediciones C.B. se ha encargado de producir The Art of Blasphemous, el libro con el arte oficial del juego de The Game Kitchen. También han editado The Art of Summer in Mara, el libro de arte que Chibig Studio ha incluido para los backers de su proyecto independiente.